# Pyrinia angulimargo
Pyrinia angulimargo är en fjärilsart som beskrevs av W. Warren 1907. Pyrinia angulimargo ingår i släktet Pyrinia och familjen mätare. Inga underarter finns listade.